# Колонія (сир)

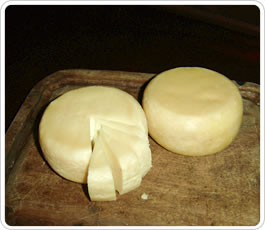
Сир Колонія

Сир Колонія (ісп. queso Colonia) — це різновид напівтвердого сиру, виготовленого з коров'ячого молока, що виробляється в Уругваї.
Своєю назвою він зобов'язаний департаменту Колонія, де сир створили в місті Нуева-Ельвесія. Подібний продукт з тією ж назвою виробляється також на півдні Бразилії (порт. queijo de colônia).
Це м'який сир з твердою скоринкою, світло-жовтого кольору, містить багато дірок діаметром від 5 до 30 мм. Цей сир має 32—60 % жиру. Отримають його в результаті 4—12 місяців молочнокислого бродіння. Він походить від сиру емменталь та грюєр, однак має більш м'який смак і консистенцію.
Однорідна текстура та м'який смак роблять його добрим сиром для салатів і вдалою закускою до вина. Скибочка сиру Колонія може подаватися вкрита мармеладом з айви — це уругвайський десерт, що називається «Мартін Фієрро», його назва походить від назви книжки про гаучо «Мартін Фієрро» аргентинського автора Хосе Ерна́ндеса.

## Історія
Сир Колонія створено в місті Нуева-Ельвесія, відомому також як швейцарська колонія (ісп. Colonia Suiza), оскільки місто заснували іммігранти зі Швейцарії 1861 року. Виходець зі Швейцарії (за іншим джерелом, з Німеччини) Хуан Теофіло Карлен створив там першу сироварню (1868—1869) й саме його часто вказують як творця сиру Колонія.